# Jerzy Treutler
Jerzy Treutler (ur. 31 maja 1931 w Beszynie, zm. 11 grudnia 2020 w Warszawie) – polski grafik, plakacista, ilustrator. Autor znaku graficznego Mody Polskiej tzw. Jaskółki.

## Życiorys
Pochodzi z rodziny ziemiańskiej. Rodzice posiadali majątek ziemski Beszyn na Kujawach. Podczas II wojny światowej  zmuszeni do opuszczenia posiadłości, osiedli w Warszawie.
Od wczesnego dzieciństwa przejawiał talent plastyczny. Maturę zdał w 1949 roku i zaczął naukę w Wyższej Szkole Sztuk Plastycznych w Warszawie, która rok później została przekształcona w Akademię Sztuk Pięknych. Treutler uczył się tam pod okiem Tadeusza Kulisiewicza.  
Studia ukończył w 1955 roku. 

## Kariera zawodowa
Stale współpracował z Wydawnictwem Artystyczno-Graficznym (WAG), Krajową Agencją Wydawniczą (KAW) i Centralą Wynajmu Filmów.
Był w nadzorach graficznych Instytutu Wydawniczego Centralnej Rady Związków Zawodowych (1970-1984) oraz  Polskiego Towarzystwa Wydawców Książek (PTWK 1985-1991).
Zasiadał w jury licznych konkursów i wystaw plastycznych.
1977 Uzyskał tytuł Eksperta Ministerstwa Kultury i Sztuki

## Dorobek artystyczny
Jest jednym z przedstawicieli polskiej szkoły plakatu. Autorem ok. 200 prac nagradzanych i wystawianych na polskich i międzynarodowych wystawach.
Projektował i opracował graficznie książki, katalogi i kalendarze dla wydawnictw: Nasza Księgarnia, Polonia, Krajowa Agencja Wydawnicza, Wydawnictwa Artystyczne i Filmowe, Polska Oficyna Wydawnicza BGW, Watra oraz  Zachęta Narodowa Galeria Sztuki.
W latach 1957–1958 stworzył logo Mody Polskiej – popularną „Jaskółkę”.
Prace utrzymane w stylu abstrakcyjnym o charakterystycznej pewnej kresce, odważnej kolorystyce i plastycznej linii znajdują się w krajowych i zagranicznych kolekcjach. Są też przedmiotem aukcji internetowych.
W 2012 roku dzięki fundacji „Twarda Sztuka” jego dorobek pokazała londyńska Kemistry Gallery.
W 2020 roku Muzeum Plakatu w Wilanowie pokazało retrospektywną wystawę Artysty (07.08.20 - 15.11.20), której kuratorką była Ewa Reeves. Wystawie towarzyszył katalog pod redakcją kurator, zaprojektowany przez Patryka Hardzieja "Jerzy Treutler. Grafik projektant. Retrospektywa".

## Życie prywatne
Żonaty z Aliną (Kasią) Zawistowską-Treutler (1938-2013) – poetką, dziennikarką, redaktorką i tłumaczką.

## Nagrody
- 1976 –  nagroda honorowa podczas Międzynarodowych Targów Książki dla Dzieci i Młodzieży w Bolonii za oprawę graficzną książki pt. „Horoskop : pamiętnik ze współczesnej poezji polskiej ułożyła na każdy dzień roku Anna Kamieńska”.

Jest również laureatem wyróżnień i nagród w konkursach na najlepsze warszawskie plakaty miesiąca i roku.